# John Baptiste Henri Joseph Desmazières
John Baptiste Henri Joseph Desmazières (* 25 de mayo de 1786 Nantes - 14 de diciembre de 1862, París) fue un médico y botánico francés.

## Publicaciones
- 1856. Vingt-troisième notice sur les plantes cryptogames récemment découvertes en France. Ed. de L. Martinet. 10 pp.

### Libros
- 1812. Agrostographie des départemens du nord de la France, ou analyse et description de toutes les graminées qui croissent naturellement ou que l'on cultive généralement dans ces départemens. Ed. Lille : Vanackere. ix + 179 pp.
- 1823. Catalogue des plantes omises dans la botanographie belgique et dans les flores du Nord de la France. Ed. Leleux. 107 pp.
- 1825-1836. Plantes Cryptogames de France, par II.[1]
- Notice sur les plantes cryptogames récemment découvertes en

France
- 1843. Histoire naturelle. Botanique. Notice sur seize espèces du genre septoria... Note sur le Sphaeria Buxie. Nouvelle notice sur quelques plantes cryptogames. Ed. de L. Danel. 59 pp.
- 1845. Onzième Notice sur quelques plantes cryptogames récemment découvertes en France, et qui vont paraître en nature dans la collection publiée par l'auteur . Ed. Bourgogne et Martinet

- La abreviatura «Desm.» se emplea para indicar a John Baptiste Henri Joseph Desmazières como autoridad en la descripción y clasificación científica de los vegetales.[2]